# Олімпас

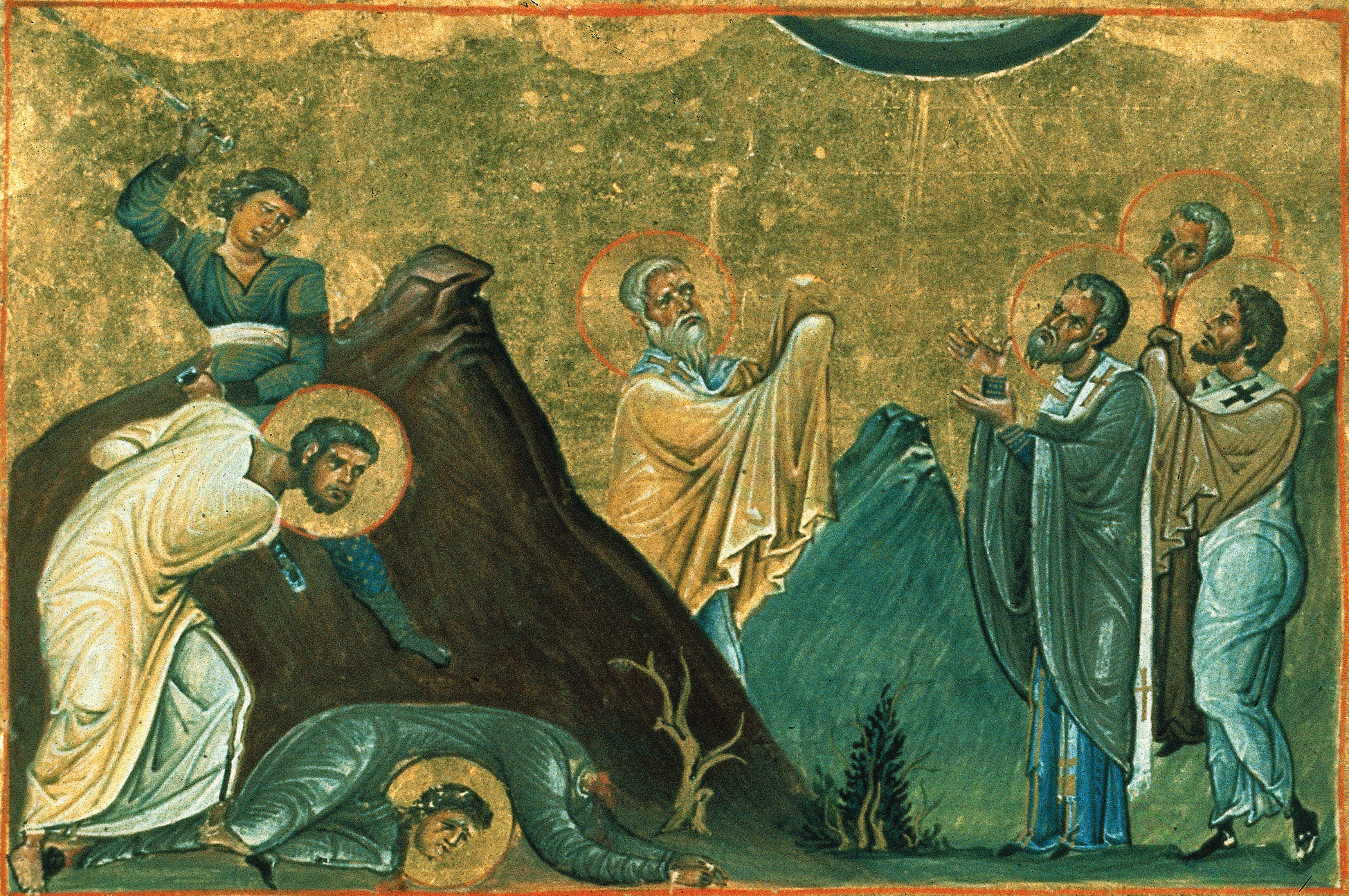
Ераст, Олімп, Родіон, Сосіпатрос, Кварт і Терцій (місячник Василя II.

Олімпас (Олімпій, Олімпан) (давньогрецк.: Ὀλυμπᾶς, небесний, скорочено Олімп) — один з «молодших» 70 апостолів православної церкви, учень святого Петра, що згадується в Посланні до Римлян, де його вітають разом з іншими членами ранньохристиянської громади Риму.
За християнською традицією він разом з Родіоном пішов за апостолом Петром до Риму, де помер мученицькою смертю за правління Нерона у 54 році. Був страчений через обезголовлення.

## Вшанування
Православна церква вшановує його як святого, одного з сімдесяти апостолів, і вшановує його пам'ять 23 листопада чи 10 листопада (за старим стилем) разом з іншими апостолами з сімдесяти — Сосипатром, Тертиєм, Ерастом і Куартом, а також 4 січня на «Собор Апостолів від сімдесяти».